# Conseil militaire syriaque
Le Conseil militaire syriaque (syriaque : ܡܘܬܒܐ ܦܘܠܚܝܐ ܣܘܪܝܝܐ, Mawtbo Fulhoyo Suryoyo, abrégé MFS) est un groupe armé créé le 8 janvier 2013 au cours de la guerre civile syrienne.

## Histoire
L'objectif du groupe est la défense des droits des syriaques. Le mouvement est allié aux YPG et combat principalement les djihadistes, bien que quelques rares escarmouches l'aient également opposé aux forces du régime syrien. À partir de 2014, le MFS prend également part à la seconde guerre civile irakienne et participe à la bataille de Sinjar. Actif principalement dans le gouvernorat de Hassaké, le mouvement compte 150 hommes à sa création, puis 1 500 début 2015. En août 2015, le MFS forme son premier bataillon féminin.
Le 11 octobre 2015, le MFS rallie l'alliance des Forces démocratiques syriennes,.